# Phoenix Marie
Phoenix Marie (* 21. září 1981, Golden Valley) je americká pornoherečka, která v současné době žije v Los Angeles.

## Nominace na ocenění
- 2010 AVN Award - Best Anal Sex Scene - za scénu z filmu "Ass Worship 11"
- 2010 AVN Award - Unsung Starlet of the Year
- 2010 AVN Awars - Web Starlet of the Year
- 2010 Fans of Adult Media and Entertainment Award - Best Ass
- 2010 Fans of Adult Media and Entertainment Award - Best Anal starlet